# 長頜後頜魚
長頜後頜魚（学名：Opistognathus variabilis），又名長頜後頜鰧、後頜鱚、狗旗仔，为後頜魚科後頜鰧屬下的一个种。

## 扩展阅读
- 維基物種上的相關：長頜後頜魚